# Клігуненко Олена Миколаївна
Клігуненко Олена Миколаївна (нар. 28 червня 1947 в Одесі) — український анестезіолог, доктор медичних наук, професор, лауреат Державної премії України в галузі науки і техніки, завідувачка кафедрою анестезіології, інтенсивної терапії та медицини невідкладних станів факультету післядипломної освіти Дніпровського державного медичного університету, головний позаштатний спеціаліст Департаменту охорони здоров'я Дніпропетровської обласної державної адміністрації за фахом «Анестезіологія та інтенсивна терапія», віце-президент Асоціації Анестезіологів України.

## Наукові праці
Автор та співавтор понад 570 наукових праць, в тому числі 13 монографій, 6 підручників, 5 навчальних посібників, 6 винаходів.
Обрані публікації:
- Механизмы адаптации при использовании перфторана в лечении тяжелой травмы головного мозга // Физ.-хим. и клин. исследования перфторорган. соединений: Сб. науч. тр. Пущино, 1994 (співавт.);
- Влияние внутривенного лазерного облучения крови на эритрон у больных с желудочно-кишечными кровотечениями // УМА. 1999. Т. 2, № 3 (співавт.);
- Перфторуглеродные соединения в биологии и медицине // УМЧ. 2000. № 3 (співавт.);
- Интенсивная терапия ожоговой болезни: Учебно-метод.пособие / Е. Н. Клигуненко, Д. П. Лещев, С. В. Слесаренко и др.; Ред. Е. Н. Клигуненко. — Д. : Пороги, 2004. — 196 с.
- Клигуненко Е. Н. Интенсивная терапия кровопотери: руководство / Елена Николаевна Клигуненко, О. В. Кравец. — М. : МЕДпресс-информ, 2005. — 112 с.
- Корреция воды и электролитов и профилактика синдрома «капилярной утечки» у больных в критических состояниях: Методические рекомендации / Днепропетровская гос. мед. академия ; сост.: Е. Н. Клигуненко, В. В. Доценко, В. В. Ехалов. — Д. : Б. И., 2006. — 24 с.
- Нейропротекция: настоящее и будущее // Нейронауки: теор. та клін. аспекти. 2008. Т. 4, № 1 (співавт.);
- Нейропротекция в анестезиологии и интенсивной терапии: Методические рекомендации / Елена Николаевна Клигуненко [и др.] ; Днепропетр. госуд. мед. академия МЗУ. — К. : Віпол, 2008. — 42 с.
- Современные рекомендации по профилактике и лечению тромбоэмболических осложнений в акушерстве // Медицина неотлож. состояний. -2010. -N 3
- Клігуненко О. М. Гостра кишкова непрохідність [Текст] / О. М. Клігуненко, О. В. Кравець, І. П. Шлапак // Анестезіологія та шнтенсивна терапія. Т.II. Окремі питання анестезіології та інтенсивної терапії: підручник / під. ред проф. І. П. Шлапака . — К. : Фенікс, 2014. — С. 257—266
- Клігуненко О. М. Шлунково-кишкові кровотечі [Текст] / О. М. Клігуненко, В. І. Нікішаєв, О. В. Кравець // Анестезіологія та шнтенсивна терапія. Т.II. Окремі питання анестезіології та інтенсивної терапії: підручник / під. ред проф. І. П. Шлапака . — К. : Фенікс, 2014. — С. 233—256

## Відзнаки і нагороди
У 2000 році за наукову розробку та впровадження медичної системи життєзабезпечення людей, що постраждали внаслідок техногенних аварій та катастроф, Олені Миколаєвні присвоєно звання лауреата Державної премії України в галузі науки і техніки.

Нагороджена орденом Княгині Ольги ІІІ ступеня, медаллю святого рівноапостольного князя Володимира УПЦ (МП), тричі — почесними грамотами Міністерства охорони здоров'я України. За розвиток регіону має відзнаки від голів облдержадміністрації та Дніпропетровської обласної ради.